# Group Shot
Group Shot是一款由微软研究院推出的图像处理软件。这款软件仍在升级中，最新版本号为1.03。
Group Shot的开发目的基于一个常见的事实，即多人的合影照片可能由于其中的一个或几个人闭眼或者表情不够好而不可用。Group Shot可以通过前后多张合影照片而合成出一张“完美”的，事实上却不存在的合影照片。
Group Shot功能单一，操作简单，相比Photoshop一类大型图像处理软件，更易于上手和适合一般用户使用。
该程序由比尔·盖茨在2007年的国际消费电子展的演说中发表，虽然最新的1.03版在2006年就已经公布了。该软件包含在Windows Ultimate Extras之中，但是使用Windows XP的用户也可以在其网页上下载使用。